# 醉後愛上你
《醉後愛上你》，由纳塔朋·迪洛那瓦立、吴旭东领衔主演，改編自網路小說《和我在一起》，2017年8月24日起通过泰國LINE TV播出的泰国浪漫愛情喜劇。此剧也是《惡魔的浪漫》的續作。
此劇由TV Thunder製作，故事設定為該劇的前傳。描述兩位男主角Korn和Knock如何認識、失聯，在大學重逢後於校園內發生的各種酸甜苦辣趣事，最終決定攜手在一起的故事。2018年推出續集《醉後愛上你2》，劇情接續惡魔的浪漫與本劇，描述主角們步入社會後，工作與家庭的衝突將如何考驗KK夫夫的感情。

## 演員陣容
註：括號內的演員姓名為小名。

### 主要人物
- 纳塔朋·迪洛那瓦立（Max）飾演 Korn

工學院學生。Mew的前男友、Knock的兒時鄰居，後來因搬家而失聯。與Korn在大學相遇，在相處中漸漸愛上Knock。在一次假期中，酒醉情不自禁與Knock發生關係。在Knock的不諒解與Pleng的種種算計中，用實際行動讓Knock明白到彼此間的情感，最終與Knock成為情侶。
- 巴功·他那瓦凌猜（Tul）飾演 Knock

工學院學生。Korn的兒時玩伴，後來因搬家而失聯。與Korn在大學相遇，成為同班同學與彼此最好的朋友。在一次假期中，與女騙子開Party時酒醉與Korn發生關係。Pleng的男朋友，最終發現Pleng的真面目與自己內心真正想法，選擇與Pleng分手，和Korn交往。
- 莎缇达·萍辛彩（Aim）飾演 Plern Pleng

Knock的女友。網紅，兼做黑心美白保濕商品。對Knock並非真心，就如同不在意Knock對蝦子會嚴重過敏的事。發現Korn喜歡Knock後，處心積慮想讓Knock討厭Korn。最終被Yiwha揭穿真面目，身敗名裂。
- Tanshi Bumrungkit（英语：Tanshi Bumrungkit）（Maengmum）飾演 Yihwa

建築學院學生，Korn的知心好友，個性潑辣八卦但嫉惡如仇。幫Korn和Phubet一次次解決難題，見證Korn和Knock的愛情開花結果。於劇終遇到Korn的好友Cho，也就是《惡魔的浪漫》男主角。
- 苏帕维特·坦提马彭（C'game）飾演 Farm

工學院學生。Korn、Knock和Fai的同班同學。家教甚嚴、個性單純。Prae的工具人男友，直到遇到Bright醫生才明白戀愛的真正感覺。然而被Bright一再傷害，單純的心轉而複雜。
- 汤百通（Porsch）飾演 Bright

醫生，Knock的表哥。生性風流，喜歡Farm但在交往期間仍不斷和別的男人發生關係，直到Farm決心斷絕關係才後悔。

### 其他人物
- 蒂蒂卡亚·奇瓦普雷佐（Olive）飾演 Fai

工學院學生。Korn、Knock和Farm的同班同學，Yiwha的室友。和Korn、Knock同為工學院足球隊隊員。不善打扮，但對朋友忠誠。
- 张汉良（Sek）飾演 Mew

理學院學生，Korn中學時期的男友，因Mew劈腿而分手。大學時期重遇Korn，想復合而與Plern Pleng合作。惟Korn表明不可能復合後，選擇成全，并協助Yiwha讓Knock與Pleng分手。
- 哈姆菲尼·诺米尼（Tem）飾演 Phubet

建築學院學生，Yiwha的學長。因為打工跟玩音樂而耽誤學業不斷延畢，喜歡年輕老師Gavintra。
- 佳妮达·芬帕丹吉（Janis） 飾演 Nueaprae

Farm的女友，但並非真心愛Farm，只是覺得他可愛又好用。個性風騷，對任何帥哥都沒有抵抗力。跟Pleng合作報復Farm、Korn和Phuket。
- Sukontawa Kerdnimit（Mai）飾演 Kavitra

Korn的親姊姊，建築學院教授。起初反對Korn追求Knock，也排斥自己的學生Phubet的追求。最終認清自己的心意，接受Phubet的親吻，也尊重Korn的性傾向。

### 特別出演
- 维萨瓦·泰亚农（Tomo）飾演 Cho

工學院學生，Korn的好友，於第13集出場，以接續惡魔的浪漫劇情。
- Cholsawas Tiewwanichkul（Best）飾演 Fai男朋友
- 普莱姆·蓬皮塞（Pluem） 飾演 學生

## 外部連結
- LINE TV 官方網站 （页面存档备份，存于）
- MyDramaList 劇集介紹及劇評 （页面存档备份，存于）
- 豆瓣电影上《醉後愛上你》的資料 （简体中文）